# Claude Debons
Pour les articles homonymes, voir Debons.
Claude Debons est un syndicaliste français, né le 16 mai 1949 à Firmi (Aveyron). 
Cheminot, il est secrétaire général de la Fédération générale des transports et de l'équipement de la Confédération française démocratique du travail (CFDT). En opposition de longue date avec la confédération, il la quitte avec la majorité des cheminots après le soutien de la CFDT à la loi Fillon, avant de rejoindre la Confédération générale du travail en 2003. 
Il participe à la fondation de la Ligue communiste révolutionnaire puis de la Convention pour une alternative progressiste enfin du Parti de gauche en 2008, dont il démissionne pendant l'été 2011 pour rejoindre la Gauche unitaire.

## Biographie
Il milite à l’UNEF de 1968 à 1971 puis adhère à la Jeunesse communiste révolutionnaire après sa dissolution en 1968 puis devient responsable sur Toulouse de la Ligue communiste de 1970 à 1974. Il participe au congrès fondateur de la Ligue communiste révolutionnaire (LCR) en 1974 après dissolution de la Ligue communiste. À Toulouse, il s’implique  dans des initiatives de solidarité avec le peuple Vietnamien et à la lutte antifranquiste. 
En 1971, il entre aux PTT à Toulouse, où il adhère à la CFDT et participe à la longue grève des PTT de 1974 au Centre de tri postal de Toulouse. En octobre 1976, il entre à la SNCF comme dessinateur à Paris-Saint Lazare. Il est secrétaire général de l’UPR-CFDT des cheminots de Paris Saint Lazare de 1978 à 1988. puis secrétaire général adjoint (1992-2000) puis secrétaire général de la Fédération Générale des Transports et de l’Equipement (FGTE-CFDT) de 2000 à 2003.  Lors de la grève des cheminots de l’hiver 86-87 il est le coordonnateur régional CFDT à Paris St Lazare. En 1996 il participa à la création de l’association « Tous Ensemble » regroupant une opposition de gauche au sein de la CFDT, initiative prise à la suite des actions de novembre - décembre 1995 contre le plan Juppé qu’approuvait la confédération. Après l'échec de la minorité au Congrès de 1998 à Lille, il fait partie de ceux qui rejoignent la CGT en 2003 après le soutien de la CFDT à la loi Fillon sur les retraites. Il prend sa retraite professionnelle en 2004.
Parallèlement, il est engagé dans des associations militantes, prônant un syndicalisme ouvert sur la société en mouvement[citation nécessaire]. Il participe à la fondation et est membre du conseil d’administration d’ATTAC (1998-2000) au titre de la FGTE CFDT. À partir de 1998, il s’implique dans le mouvement altermondialiste et participe aux Forum sociaux mondiaux de Porto Alegre et Mumbai et au Forum européens de Florence, Paris Saint Denis et Londres.  Il participe fin 1993 à la création d’Agir ensemble contre le chômage (AC !) et à l’animation des marches de chômeurs en 1994 ; il est le responsable du journal La Marche. Il est membre du collectif national AC ! de 1993 à 1997. Il participe à la création de RESSY (Recherche, Société, Syndicalisme) regroupement de chercheurs et de syndicalistes CGT, CFDT, FSU, SUD. Il a participé à différentes revues (Alternative syndicale et Collectif dans les années 1980-90) et fondé la revue "Les Temps Nouveaux" en 2010.
Son engagement à la LCR le fait devenir membre du comité central de 1980 à 1984, puis il finit par s'éloigner pour la quitter en 1993, ayant donné la priorité à son engagement syndical. En 1994 – 1995 il participe au lancement de la Convention pour une alternative progressiste (CAP) puis en 1996 à la création des États généraux du mouvement social, animés par Pierre Bourdieu, et en 1997 à la création de la Fondation Copernic, dont il devient membre du bureau en 2004. En 2004, il figure sur la liste des élections européennes sur la liste Gauche populaire et citoyenne conduite par le PCF.
Claude Debons est un des animateurs de la coordination des collectifs pour le « non » lors du référendum sur le traité établissant une constitution pour l'Europe du 29 mai 2005 en France, qui se sont rebaptisés par la suite collectifs du 29 mai. Il est la cheville ouvrière de la structuration des comités antilibéraux (2006-2007) pour une candidature unitaire à l'élection présidentielle de 2007. Il participe  au club « Maintenant à gauche ». Il est cofondateur et membre du secrétariat national du Parti de gauche (PG, 2008-2010) avant de le quitter en 2011, déplorant que le parti n'ait pas « su faire vivre un certain pluralisme des idées et des expériences » et soit affecté d'« un centralisme inadapté à notre époque »,. Il rejoint alors la Gauche unitaire et est membre du conseil national du Front de gauche. Biographie complète et actualisée sur : https://maitron.fr/spip.php?article234805

## Source
- Michel Gorand, « Debons Claude », sur Le Maitron, Dictionnaire biographique, mouvement ouvrier, mouvement social, 30 juin 2008